# La Verge dels Reis Catòlics
La Verge dels Reis Catòlics, procedent del Reial Monestir de San Tomás d'Àvila i actualment en el Museu del Prado, és un quadre al tremp d'ou sobre taula de 123 × 112 cm, i la seva data s'estableix entre 1491 i 1493.
La composició és similar a la d'una sacra conversazione: en una estada amb finestres que deixen veure un paisatge de característiques convencionals de l'estil flamenc, apareixen representats la Verge amb el Nen en un tron, i en un pla inferior, dempeus, dos sants en hàbit dominic i identificats amb inscripcions en les seves nimbos: Sant Domènec de Guzmán i Sant Tomàs d'Aquino; l'elecció del primer es deu a ser el fundador de l'Orde Dominic (amb un llibre, atribut de la seva condició de doctor de l'Església, i un lliri, símbol iconogràfic de la Verge, per la seva particular devoció mariana -va instaurar el rés del rosari), i la del segon, a ser el titular de l'advocació del monestir, la maqueta del qual porta (també porta un lliri com correspon a la seva condició de doctor de l'Església). En un pla inferior, agenollats, com a donants, els Reis Catòlics i dos dels seus fills (Joan i possiblement Isabel), juntament amb dos frares del mateix orde. Aquests s'identifiquen, el que està al costat del rei, amb Tomàs de Torquemada, inquisidor general de Castella i fundador del convent; mentre que hi ha més dubtes amb l'altre, que podria ser sant Pere Màrtir, inquisidor de Verona, amb el ganivet i la ferida oberta en el cap que caracteritzen la seva iconografia, qui para alguns apareixeria prefigurat com Pere Màrtir d'Angleria, humanista i confessor de la reina al costat de la qual apareix, o ben ser Pedro de Arbués, el primer inquisidor d'Aragó i també màrtir, que va ser assassinat en una data molt propera: 1485.
El sòl, de rajoles, així com la tarima sobre la qual es troba el tron de la Verge, els reclinatoris dels reis i les finestres, presenten una perspectiva alguna cosa forçada.
En la seva ubicació original, es guardava en el oratori de la Cambra Real del monestir de San Tomás d'Àvila. La desamortització de 1836 va produir el seu trasllat al Museu de la Trinitat, d'on posteriorment va passar al Museu del Prado. Valentín Carderera la va datar, per estimació de l'edat dels fills dels reis, en 1484, data aproximada de fundació del monestir avilès. En l'actualitat es retarda la seva execució, interpretant-se que la joventut dels personatges representats és conseqüència de la seva idealització. Carderera proposava l'autoria de Pedro Berruguete, Gregorio Cruzada Villaamil i Pedro de Madrazo y Kuntz la de Michel Sittow. També s'ha relacionat amb altres mestres anònims, com el Maestro de Santa Cruz, el Maestro de Miraflores o el Maestro d'Àvila, del que li separen uns trenta anys; o un pintor de l'òrbita de Fernando Gallego.